# Вириньен
Виринье́н (фр. Virignin) — коммуна во Франции, находится в регионе Рона-Альпы. Департамент коммуны — Эн. Входит в состав кантона Белле. Округ коммуны — Белле.
Код коммуны — 01454.

## Население
Население коммуны на 2010 год составляло 855 человек.
| 1962 | 1968 | 1975 | 1982 | 1990 | 1999 | 2010 |
| ---- | ---- | ---- | ---- | ---- | ---- | ---- |
| 393  | 394  | 417  | 517  | 550  | 643  | 855  |